# Anna-Lena Theisen
Anna-Lena Theisen (1997) es una deportista alemana que compite en duatlón. Ganó una medalla de oro en el Campeonato Europeo de Duatlón Campo a Través de 2022.

## Palmarés internacional
| Campeonato Europeo | Campeonato Europeo | Campeonato Europeo | Campeonato Europeo |
| Año                | Lugar              | Medalla            | Prueba             |
| ------------------ | ------------------ | ------------------ | ------------------ |
| 2022               | Bilbao (España)    | Medalla de oro     | Individual         |